# Усть-Азас
Усть-Азас (Шор-Тайга) — посёлок в Таштагольском районе Кемеровской области. Входит в состав Усть-Кабырзинского сельского поселения.

## История
Во времена СССР — посёлок Усть-Кабырзинского сельсовета Таштагольского горсовета.
В 1930-е годы был образован колхоз.
В 1959 году была построена электростанция.
В посёлке находились участок леспромхоза, начальная школа, клуб, медпункт, магазин.

## География
Посёлок расположен в северо-восточной части Таштагольского района на левом и правом берегах реки Мрассу на территории Шорского национального парка. Часть посёлка находящаяся на правом берегу расположена в месте впадения реки Азас в Мрас-Су. Другая часть Шор-Тайги — расположенная на левом берегу, находится чуть выше по течению Мрас-Су на северо-запад.

Улус Азас (Шор-Тайга). 1913 год

Центральная часть населённого пункта расположена на высоте 393 метра над уровнем моря.

## Культура
В 2013 году установлен памятник жителям посёлка, погибшим в годы Великой Отечественной войны.
В 2016 году в посёлке был открыт новый клуб.

## Транспорт
Один раз в неделю из Таштагола летает вертолёт Ми-8 ООО «Аэрокузбасс».
В летнее время действует водный маршрут из посёлка Усть-Кабырза протяжённостью 25 километров.

## Население
| 2010 |
| ---- |
| 32   |

В 1968 году в посёлке проживало 258 жителей.
По данным Всероссийской переписи населения 2010 года, в посёлке проживает 17 мужчин, 15 женщин.